# George Scharf
George Scharf, född 1820 i London, död 1895, var en engelsk illustratör och konsthistoriker.

## Fotnoter
1. 1 2  George (1820-1895) Scharf, RKDartists (på engelska), RKDartists-ID: 70181.[källa från Wikidata]
2. 1 2  Benezit Dictionary of Artists, Oxford University Press, 2006 och 2011, ISBN 978-0-19-977378-7, Benezit-ID: B00162345, läs online, läst: 9 oktober 2017.[källa från Wikidata]
3. 1 2  SNAC, SNAC Ark-ID: w6qj7f9x, läs online, läst: 9 oktober 2017.[källa från Wikidata]
4. ↑  Gemeinsame Normdatei, läst: 25 juni 2015.[källa från Wikidata]
5. 1 2  Union List of Artist Names, 18 juni 2012, ULAN: 500030556, läs online, läst: 7 februari 2024.[källa från Wikidata]